# Ковтун Василь Юхимович
Ковтун Василь Юхимович — командир розвідувальної роти 121 гвардійської стрілецької дивізії, гвардії капітан, Герой Радянського Союзу.

## Біографія
Народився 15 вересня 1921 року в селі Буглаї, Літинський повіт, Подільська губернія. Після закінчення семирічки й автошколи працював у рідному селі шофером.
Із 1940 року в армії. Пройшов шлях від рядового розвідника до начальника розвідки дивізії. У роки війни воював на Південно-Західному, Білоруському фронтах.
Відзначився 26 вересня 1943 року Ковтун на чолі розвідгрупи переправився через Дніпро в районі села Глушець Лоєвського району Гомельської області Білоруської РСР і пробрався у ворожий тил, де провів розвідку й передав зібрані дані про противника командуванню. Дії Ковтуна і його групи сприяли успішній переправі частин дивізії на даній ділянці
Указом Президії Верховної Ради СРСР від 15 січня 1944 року за мужність при форсуванні Дніпра і успішної операції в тилу ворога на Правобережній Україні командиру розвідувальної роти 121 гвардійської стрілецької дивізії гвардії капітану Ковтуну Василю Юхимовичу присвоєно звання Героя Радянського Союзу.
У 1954 закінчив Військову академію ім. М. В. Фрунзе. Із 1975 гвардії полковник Ковтун — в запасі. Жив і помер в Кишиневі 30 січня 1996 року.

## Перелік нагород
- Герой Радянського Союзу (рос.). Подвиг народу (база даних) (Сайт). Архів оригіналу за 29 липня 2012. Процитовано 24 липня 2016.
- Ковтун Василь Юхимович (рос.). Подвиг народу (база даних)(Сайт). Архів оригіналу за 29 липня 2012. Процитовано 24 липня 2016.
- Медаль «За відвагу» (рос.). Подвиг народу (база даних)(Сайт). Архів оригіналу за 29 липня 2012. Процитовано 24 липня 2016.

## Джерело
- Старосинявська центральна районна бібліотека [Архівовано 3 Квітня 2016 у Wayback Machine.]
- Молдавский Некрополь Героев [Архівовано 16 Серпня 2016 у Wayback Machine.]
- vrazvedka [Архівовано 25 Серпня 2016 у Wayback Machine.]